# 忌火
忌火（いみび）とは、神道で「忌むべき火」のこと。これは火がそもそも持つ性質、すなわち「他を焼き無くしてしまう」という性質が、一般的なケガレの概念、つまり「不浄」「不潔」同様、神や人間の結界、生活圏を脅かす「ケガレ」であるためである。そのためこれを用いる際にそう呼ばれる。また火がケガレを伝染媒介すると考えられてた為、かまどを別にするなどの措置がとられた。
古事記によるとイザナミは火の神（ホノカグツチノカミ）を産んだため陰所を焼かれた。
それが元で死に、黄泉の国に下る事になる。
「近き火、また恐ろし＜枕草子・せめておそろしきもの＞」や、現在でも「マッチ一本火事の元」という言葉にあるように、危険物として火は認識されてきた。
忌み火をオリンピックの聖火と同一視される事があるが、火炎崇拝文化は神道にない。本来神道における「火」はケガレである。
よってそれを押さえる火伏せの神様、火坊尊（ひぶせのみこと）などの神様が信仰の対象になって来た。鎮火（火を鎮める）という表現もある。
伊勢神宮の豊受大神宮正殿奥には忌火屋殿（いみびやでん）があり、そこで木と木をすり合わせる「舞錐式発火法」（まいきりしきはっかほう）で「御火鑽具」（みひきりぐ）を用いて火を切り出す。
鑽火神事は各地で下記のように様々な形で行われている。
- 火鑽の神事を年末に行い、その火を元旦の篝火に点火し、初詣客が持ち帰り神棚の灯明に火を付けたり、雑煮を炊いて無病息災を願う。
- 旧暦の6月に一家の柱となる男が集まり、火鑽神事を行い豊作を願う。またその火で小豆めしを炊き、1年間の無行息災を願う。
- 富士山本宮浅間大社では山開きの神事の際に火鑽神事を行う。
- 出雲大社では毎年11月23日の古伝新嘗祭の際、全ての食事が熊野大社から授かった神聖な火で調理される。
- 宮中祭祀の大嘗祭のための宮を建てる際、地鎮祭のための火が童女によって鑽りだされ松明に移される。
- 年始に行われ、どんど焼き（古神札焼納祭）に使用する。